# Nieuwe Maas

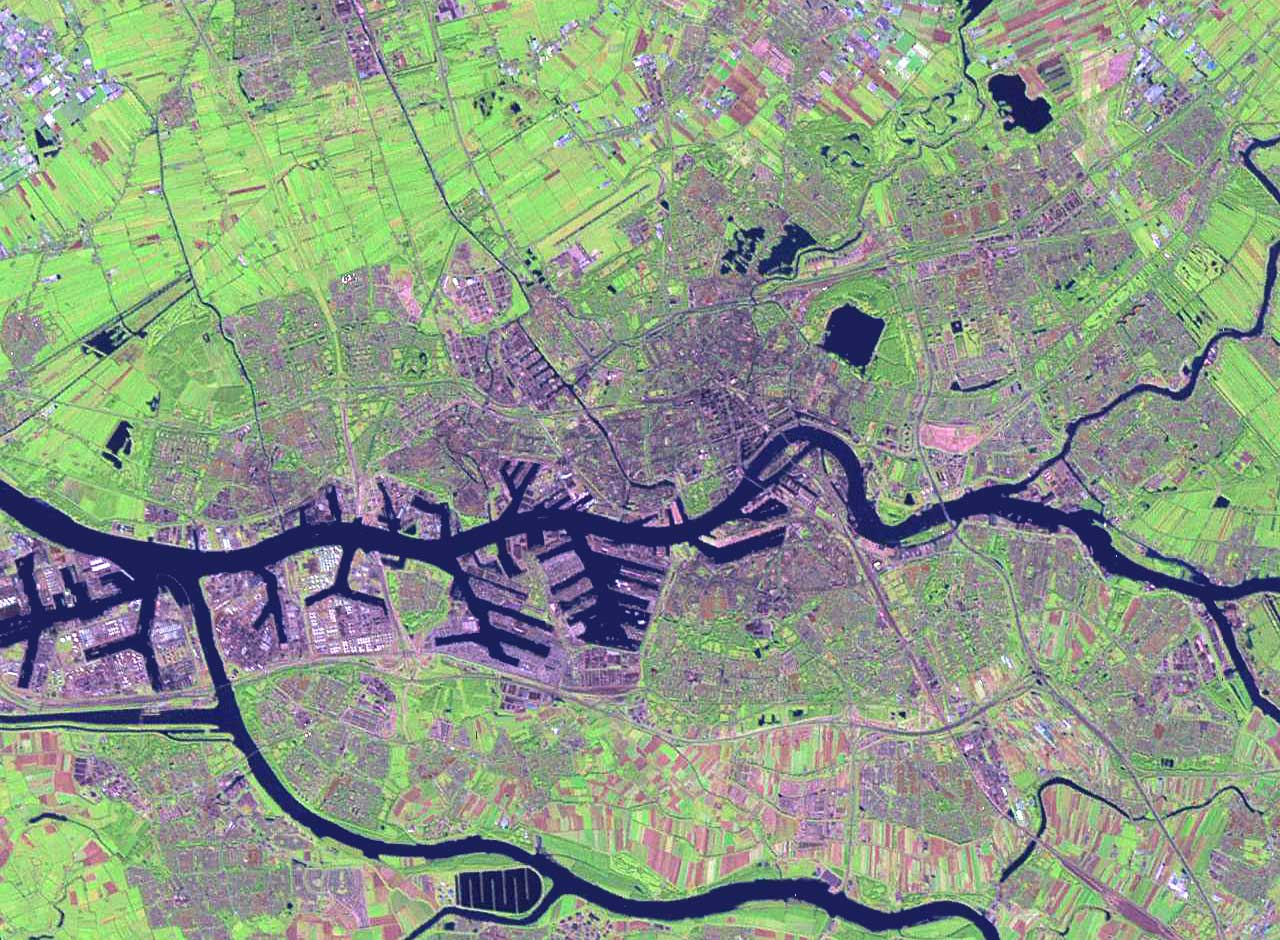
Imatge de satèl·lit que mostra el Nieuwe Maas al seu pas per Rotterdam. També es pot veure la confluència entre els rius Noord i Lek (dreta) i l'Oude Maas (a la part inferior).

El Nieuwe Maas (neerlandès: ˌniu.ə ˈmaːs, "Mosa Nou") és un riu distributari del Rin, així com un antic distributari del Mosa, situat a Holanda del Sud, als Països Baixos. Aquest riu discorre des de la confluència dels rius Noord i Lek i, cap a l'oest, fins a arribar a Rotterdam. Acaba a l'oest de la ciutat, on troba l'Oude Maas ("Mosa Antic"), prop de Vlaardingen, per formar el Het Scheur. Després d'unes poques milles el Scheur continua com a l'artificial Nieuwe Waterweg. La longitud total del Nieuwe Maas (excluint el Scheur) és d'uns 24 km aproximadament.
El Nieuwe Maas discorre a través d'algunes de les àrees més desenvolupades i habitades dels Països Baixos. A les seves ribes s'hi troben diversos ports i indústries.

## Història
Ja durant l'edat medieval el riu era considerat com una continuació del riu Merwede, que al seu torn és un distributari del Rin, i fou anomenat així. No obstant, al segle xiii diverses inundacions van forçar al Mosa a canviar el seu curs principal cap al Merwede. Des d'aleshores, diverses branques del Merwede foren nomenades Mosa, tal com va passar amb el Nieuwe Maas.
Al segle xix la connexió entre el Mosa i el Rin es va tancar per complet (l'actual Afgedamde Maas), i al Mosa se li va donar una nova boca artificial, el Bergse Maas. La separació resultant dels rius Rin i Mosa va reduir el risc d'inundacions, essent considerat un dels grans èxits de l'enginyeria hidràulica neerlandesa, abans d'acabar-se els treballs de Zuiderzee i del Pla Delta. Des d'aleshores, el Nieuwe Maas només rep aigua del Rin.